# Plastika (výtvarné umění)

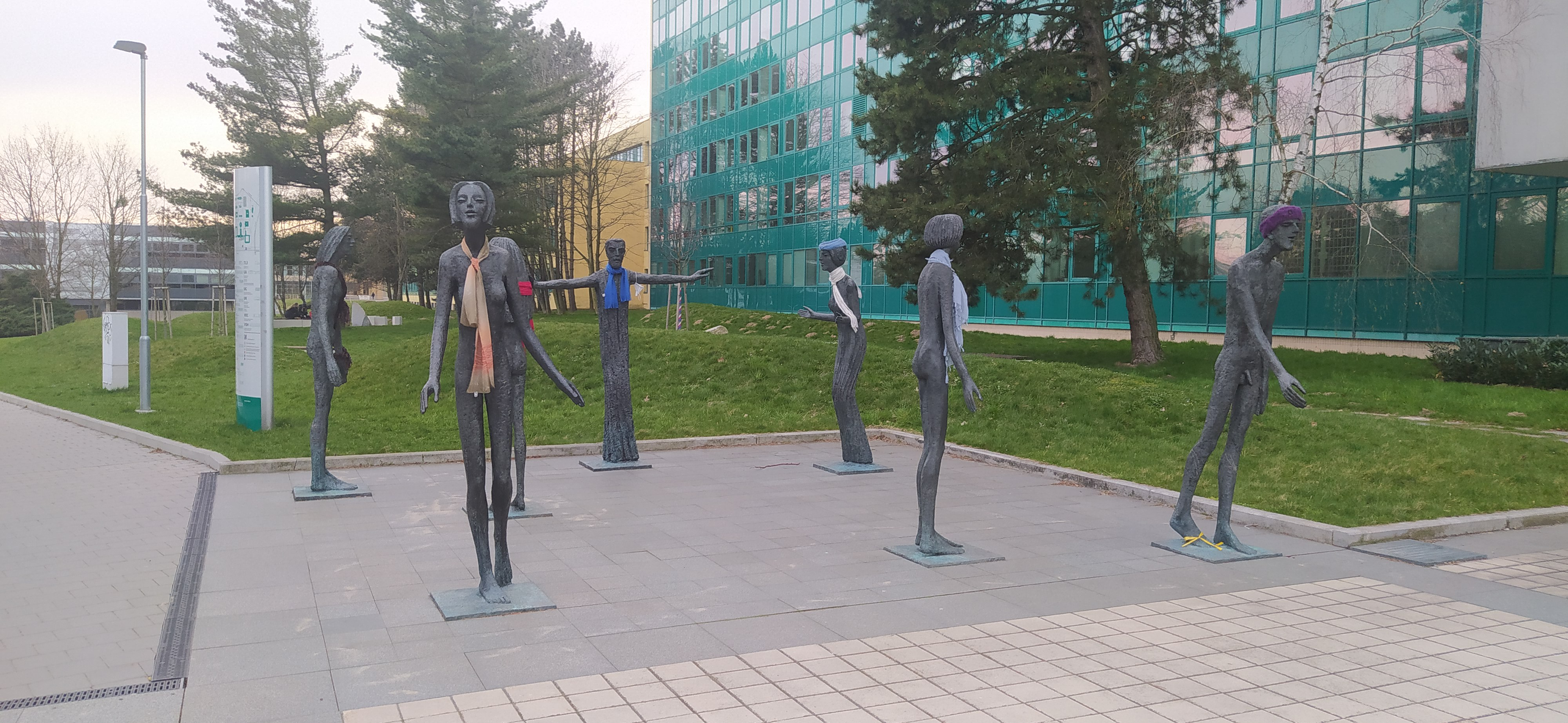
Bronzové plastiky Pedagogové a studenti (Olbram Zoubek, rektorát VŠB – Technická univerzita Ostrava)

Plastika (z řeč.) je (nesprávně) obecné označení pro jakékoli plastické výtvarné dílo. Exaktně se v názvosloví výtvarného umění pojmem plastika označuje sochařské dílo, které vzniká nanášením hmoty (modelováním). Od plastického postupu se odlišuje postup skulptivní, při němž vzniká skulptura.

## Související pojmy a jejich vysvětlení
Ačkoliv se termínu skulptura používá často synonymně s výrazem plastika (ve významu plastické výtvarné dílo obecně,zejména kamenné), podle některých encyklopedických slovníků vzniká skulptura odnímáním hmoty z jednoho bloku (masivu), kdežto plastika postupným přidáváním a nanášením hmoty.
Odborná literatura k dějinám umění pojmy skulptura a plastika rozlišuje exaktně, jako dva hlavní způsoby vzniku sochařského díla. Skulptura (z lat.) je socha, která vzniká ubíráním hmoty kamene, dřeva, kosti, kovu (kamenosochařství, řezbářství, glyptika – řezba gemm a kamejí). Plastika (z řeč.) je socha, jejíž vznik spočívá na principu přidávání hmoty, tj. modelování z vosku, štuku, hlíny (ceroplastika, štukatérství, terakotářství) a kovolitecké postupy, kdy většinou vzniká nejprve model, z něhož je následně pomocí formy odléváno finální dílo (bronzová plastika, aj.). Třetím způsobem vzniku sochařského díla je kovotepectví, toreutika.
Specifickým materiálem, který lze využít v sochařské tvorbě je sklo. Objekty z něho vytvořené mohou být plastikou (sklo foukané či jinak hutně ručně tvarované, sklo lité do formy vzniklé na základě modelu), ale v určitých případech i skulpturou (lité sklo dále zpracované rafinačními technikami – řezáním, broušením, rytím – glyptika). Skleněné sochy (povětšinou abstraktní) se obvykle označují jako skleněné objekty.
Jiným pojem v sochařství (v sochařském názvosloví) je reliéf.